# Гимн Гвинеи-Бисау
Это наша возлюбленная страна (порт. Esta é a Nossa Pátria Bem Amada) — государственный гимн Гвинеи-Бисау. Написан был основателем ПАИГК Амилкаром Кабралом на основе мелодии китайского композитора Сяо Хэ. После получения Гвинеей-Бисау независимости от Португалии в 1974 этот гимн был утверждён официально. Также он в 1975—1996 являлся гимном Кабо-Верде, пока эта страна не утвердила гимном «Песнь свободы».